# Бигфок (Монтана)
Бигфок (енгл. Bigfork) насељено је место без административног статуса у америчкој савезној држави Монтана.

## Демографија
По попису из 2010. године број становника је 4.270, што је 2.849 (200,5%) становника више него 2000. године.
| Група             | 2000.         | 2010.         |
| Белци             | 1.365 (96,1%) | 4.029 (94,4%) |
| Афроамериканци    | 5 (0,4%)      | 21 (0,5%)     |
| Азијати           | 5 (0,4%)      | 18 (0,4%)     |
| Хиспаноамериканци | 21 (1,5%)     | 106 (2,5%)    |
| Укупно            | 1.421         | 4.270         |